# Fluorescencija
Fluorescencija je zračenje svjetlosti za vrijeme osvjetljavanja. Mnoge tvari, na primjer petrolej, barijev platincijanir i druge, same svijetle kad na njih pada svjetlost. Da njihova svjetlost nije obična refleksija (odbijanje), vidi se iz toga što svaka kemijska tvar koja je osvijetljena homogenom svjetlošću svijetli drugom bojom. Tako petrolej, osvijetljen bijelom svjetlošću, svijetli plavičastom svjetlošću, a otopina klorofila u alkoholu, crvenom svjetlošću. Pobuđena svjetlost dulje je valne duljine (Stokesov pomak), najviše jednake pobudnomu zračenju. Poput ostalih vrsta luminiscencije, fluorescenciju pokazuju samo određeni materijali. Najčešća je fluorescentna tvar, koja se rabi za unutarnji premaz fluorescentne cijevi, kalcijev fluorofosfat (3 Ca3(PO4)2∙CaF2∙Sb∙Mn), jer pobuđen ultraljubičastim zračenjem zrači u vidljivome području. U svim slučajevima fluorescencije, tijelo zrači energiju na račun apsorbirane energije zračenja, pa su valovi koji se emitiraju pri luminiscenciji većinom većih valnih duljina od apsorbiranih valova koji izazivaju luminiscenciju. To se potpuno slaže s kvantnom teorijom svjetlosti, jer tijelo apsorbira kvant svjetlosti (foton) h∙ν pa može emitirati ili tu čitavu energiju ili samo dio te energije, a u tom slučaju mora frekvencija ν biti manja. Nevidljive ultraljubičaste zrake primjećujemo jer izazivaju fluorescenciju nekih tvari s nižom vidljivom frekvencijom.

## Luminiscencija
Luminiscencija (engl. luminescence: svijetljenje, svjetlucanje) je emisija elektromagnetskoga zračenja (pretežito svjetlosti, ali i ultraljubičastog i infracrvenoga zračenja) koje nije pobuđeno toplinskim (termičkim) procesom i povišenom temperaturom tvari, nego je posljedica primanja energije u nekom drugom obliku. Po tome se razlikuje više oblika luminiscencije: bioluminiscencija, elektroluminiscencija, radioluminiscencija (posljedica djelovanja ionizirajućega zračenja), triboluminiscencija (nastaje prilikom lomljenja nekih kristala), luminiscencija trenja, kemijska luminiscencija ili kemiluminiscencija (nastaje u vezi s kemijskim promjenama u nekim tvarima), kristaloluminiscencija (nastupa kod kristalizacije nekih tvari), termoluminiscencija (nastaje zagrijavanjem nekih tvari, ali samo ako su prije toga bile izložene nekomu zračenju, na primjer ionizirajućemu zračenju), fotoluminiscencija (posljedica obasjavanja određenih tvari svjetlošću svih valnih duljina). Tvar luminiscira kada se primanjem energije jednim od navedenih načina elektroni u atomu prvo pobude u više energetsko stanje, a zatim se emisijom dijela ili ukupne primljene energije u obliku zračenja vraćaju u osnovno stanje. Ako se luminiscencija pojavljuje za vrijeme trajanja pobude ili najviše 10−8 sekundi nakon toga, riječ je o fluorescenciji, a opaža li se luminiscencija i pošto pobuda prestane, govori se o fosforescenciji.

## Osnovne zakonitosti
Fluorescencija nastaje kada foton upadnog zračenja pobudi elektron iz molekule u neko pobuđeno stanje. Molekula se iz pobuđenog stanja može vratiti u osnovno stanje bilo emitiranjem fotona, bilo bez emitiranja fotona – neradijativnim putem. Kako svaka molekula pokazuje vibracije koje su kvantizirane, pobuđivanjem elektrona iz osnovnog stanja, molekula će se pobuditi u neko pobuđeno vibracijsko stanje pobuđenog elektronskog stanja. Koje će vibracijsko stanje biti najviše pobuđeno ovisi o preklapanju valnih funkcija osnovnog vibracijskog stanja osnovnog elektronskog stanja i vibracijskih stanja pobuđenog elektronskog stanja, a opisuje se Franck-Condonovim principom.
Molekule u pobuđenim vibracijskim stanjima se brzo (unutar nanosekunde) relaksiraju u osnovno stanje danog elektronskog stanja neradijativnim putem. Molekule u pobuđenom elektronskom stanju, koje se nađu u osnovnom vibracijskom stanju mogu emitiranjem fotona prijeći u osnovno elektronsko stanje. U koje će vibracijsko stanje osnovnog elektronskog stanja molekula prijeći opet ovisi o preklapanju vibracijskih valnih funkcija. Molekula koja se nađe u osnovnom elektronskom stanju, opet prolazi neradijativnu relaksaciju vibracijskih stanja, dok se ne nađe u osnovnom vibracijskom stanju. Razlika u energijama fotona upadnog i emitiranog zračenja je zbog vibracijskih relaksacija osnovnog i pobuđenog elektronskog stanja.
Fluorescencija je jako brzi proces; fluorescencija traje reda veličine nanosekunde. Važno je da se tijekom svih procesa koji se događaju prilikom fluorescencije ne mjenja multiplicitet elektronskih stanja. Kako su molekule najčešće u singletnom stanju, molekula u pobuđenom stanju također mora biti u singletnom stanju. Promjena multipliciteta događa se prilikom sličnog procesa fosforescencije. Svijetljenje koje kasni više od ~ 10−8 s nakon pobude naziva se fosforescencijom.
Fluorescenciju pokazuju samo neke molekule te neki kristali. Važno je da se vibracijska stanja osnovnog elektronskog stanja ne mješaju s vibracijskim stanjima pobuđenog elektronskog stanja, jer bi inače bila omogućena neradijativna relaksacija skroz do osnovnog vibracijskog stanja osnovnog elektronskog stanja.
Fluorescencija nije jedini proces koji se može dogoditi molekuli koja je apsorbirala foton. Učinkovitost fluorescencije se može definirati veličinom kvantni iscrpak:
{\displaystyle \Phi ={\frac {N_{e}}{N_{a}}}}
gdje je: {\displaystyle N_{e}} - broj emitiranih fotona, a {\displaystyle N_{a}} - broj apsorbiranih fotona.

## Korištenje fluorescencije
Fluorescencija se koristi u fluorescentnim žaruljama. Unutrašnjost fluorescentne žarulje je ispunjen plinom pod niskim tlakom, kojem se elektrodama dovodi električna energija. Plin svjetli jer se pobuđuje na toplinsko zračenje živa, uglavnom emitirajući ultraljubičasto zračenje. Tvar koja je nanesena na stjenke fluorescentne žarulje apsorbira ultaljubičasto zračenje i procesom fluorescencije emitira vidljivo zračenje niže valne duljine. Na taj način fluorescentne žarulje većinu emitiranog zračenja emitiraju u vidljivom području. Fluorescencija se koristi i u analitičke svrhe: tvari koje fluoresciraju mogu se detektirati u vrlo niskim koncentracijama. U biologiji se različite stanične strukture mogu obojiti fluorescentnom bojom i tako učiniti vidljivima. Posebno je važno bojilo etidijev bromid čije se molekule vežu s molekulama DNK ulazeći između nukleotida.
Vrlo važno svojstvo jest mogućnost zapažanja emisije pri vrlo malim koncentracijama kemijskih tvari. Često su dovoljne koncentracije reda 10−6 kg/m3. Kako se promatranje obično može ograničiti na obujam reda 10−7 m3, dovoljno je imati 10−13 kg luminescentne tvari da bi emisija bila primjetna. To omogućuje primjene luminescencije u rješavanju niza praktičnih zadataka.

### Fluorescentna rasvjeta
Luminescentne tvari se naveliko primjenjuju u rasvjeti. Tako na primjer u visokotlačnim živinim sijalicama u izboju je glavna emisija na kraćim valnim duljinama, pa se upotrebom optičkih filtara može dobiti samo ultraljubičasto zračenje. Ako se baloni takvih sijalica premažu fluorescentnim premazom koji pod djelovanjem ultraljubičastog zračenja svijetli crveno, poboljša se vidljivi dio spektra sijalice.
Osim već spomenutog luminescentnog premaza za fluorescentne cijevi (3 Ca3(PO4)2∙CaF2∙Sb∙Mn), koji daje približno bijelo svijetlo i koji je neotrovan, upotrebljavaju se još sljedeći: Mg2WO5 sa svjetlomodrom emisijom, (Zn∙Be)2SiO4∙Mn s narančastožutom emisijom, Zn2SiO4∙Mn sa zelenom emisijom, CdSiO3∙Mn s narančastocrvenom emisijom. Svjetiljke prekrivene spojevima kao što je na primjer Ca3(PO4)2∙Tl uz maksimum emisije na 330 nm upotrebljavaju se za umjetno sunčanje.

### Fluorescentni zasloni
Fluorescentni zaslon katodne cijevi je prozirna površina premazana fluorescentnim tvarima koje svijetle i stvaraju slike ovisno o tome koliko ih je elektrona pogodilo, a broj elektrona koji pada na pojedino mjesto na zaslonu u svakom trenutku ovisi o električnom naponu na upravljačkoj rešetki. Primjenjivao se u osciloskopima, radarima, televizijskim prijamnicima i elektroničkim računalima.

### Fluorescentna bojila
Luminescentna bojila su neki luminescentni materijali mogu istodobno djelovati i kao bojila ili pigmenti, i kao luminescentni izvor zračenja.

### Ostale primjene
U kriminalistici, fluorescentna analiza omogućava pronalaženje tragova krvi, te otkrivanje tekstova pisanih nevidljivom tintom. Također se uvodi metoda ispitivanja emitiranog svojstvenog rendgenskog zračenja iz primjesa u tragovima sadržanih u uzorcima. Metode su toliko osjetljive da su moguća i kvantitativna ispitivanja.
U paleontologiji fluorescentni snimci iskopina mnogo su bogatiji detaljima od običnih snimaka.
Novija je primjena fluorescentnih tvari u fotonaponskim ćelijama gdje luminescentni materijal povećava djelotvornost dijelova.